# اوتیسم غیرکلامی
اوتیسم غیرکلامی (به انگلیسی:Nonverbal autism) زیرمجموعه ای در طیف اوتیسم است که در آن فرد گفتار را نمی‌آموزد. تخمین زده می‌شود که ۲۵ تا ۵۰ درصد از کودکان قرارگرفته در طیف اوتیسم هرگز زبان گفتاری فراتر از چند کلمه یا گفته را توسعه نمی‌دهند.
نتایج زبانی
هنگام در نظر گرفتن توانایی های زبانی در اوتیسم ، دو تئوری اصلی مطرح می شود: نظریه ذهن و نقص رویه ای (PDH). 
هر دو تئوری با هدف درک ارتباطات بین حوزه های زبان و غیر زبان و بررسی اینکه آیا پروفایل های رفتاری مشابه می توانند توسط بسترهای عصبی شناختی مشترک قابل توضیح باشند ، یک رویکرد مشترک دارند. تئوری ذهن در اوتیسم توضیحی در مورد اختلالات عملی در زبان و ارتباطات ارائه می دهد و آنها را به نقص اجتماعی و مکانیسم های عصبی شناختی اساسی آنها نسبت می دهد. در مقابل ، PDH نشان می دهد که اختلالات گرامری ، شامل نحو ، مورفولوژی و واژه شناسی ، در افراد مبتلا به اوتیسم می تواند به طور عمده به ناهنجاری ها در سیستم حافظه رویه نسبت داده شود. در همین حال ، دانش واژگانی ، که به سیستم حافظه اعلامی متکی است ، نسبتاً بی تأثیر باقی مانده است.

## پیش‌زمینه
علیرغم زمینه رو به رشد تحقیقات در مورد ASD، اطلاعات زیادی در مورد افراد مبتلا به اوتیسم که هرگز زبان شفاهی را توسعه نمی‌دهند، در دسترس نیست. در واقع، افراد اوتیستیک غیرکلامی در تمام تحقیقات اوتیسم کمتر حضور دارند.به دلیل تحقیقات محدود در مورد اوتیسم غیرکلامی، اندازه‌گیری‌های معتبر زیادی برای این جمعیت آماری وجود ندارد. برای مثال، در حالی که اندازه‌گیری‌ها ممکن است برای کودکان کوچکتر مناسب باشند، اما برای کودکان مدرسه ای اعتبار ندارند و همچنان مانعی برای تحقیقات غیرزبانی اوتیسم هستند. اغلب در تحقیقات اوتیسم، افراد اوتیستیک غیرکلامی با اوتیسم کم کارکرد (به انگلیسی:Low-functioning autism (LFA))، اوتیسم شدید یا سطح ۳، که با یادگیری ساختن یک صدا یا داشتن حداقل توانیی زبان شفاهی طبقه‌بندی و زیر گروه‌بندی می‌شوند.
اکثر تحقیقات موجود در مورد اوتیسم غیرزبانی بر مداخلات اولیه تمرکز دارد که نتایج موفق زبانی را پیش‌بینی می‌کند. تحقیقات نشان می‌دهد که فراگیری زبان قبل از پنج سالگی شاخص خوبی برای رشد مثبت کودک است و احتمال فراگیری زبان عملکردی در آینده پس از این سن بسیار کم است. رشد اولیه زبان برای پیشرفت تحصیلی، اشتغال، استقلال در بزرگسالی و روابط اجتماعی بسیار مهم است.
بارزترین نشانه‌های اوتیسم، مانند رشد نامتعارف اجتماعی و زبانی، و رفتارها و علایق محدود یا تکراری، اغلب خود را بین سنین دو تا سه سالگی نشان می‌دهند و در نتیجه اکثر کودکان مبتلا به ASD در اوایل کودکی قابل تشخیص هستند. سایر اختلالات مانند صرع، ADHD، مشکلات گوارشی، اختلالات خواب، افسردگی و اضطراب نیز اغلب با ASD همراه هستند. اطلاعات بیشتر را می‌توانید در مقاله اصلی اختلال طیف اوتیسم بخوانید.

## پیش‌بینی کننده‌های زودهنگام و اولیه
علل اوتیسم غیرکلامی ناشناخته است. با این حال، به نظر می‌رسد بین توجه اشتراکی و ارتباط کلامی رابطه وجود دارد. توجه مشترک بین دو فرد زمانی اتفاق می‌افتد که یکی از طریق اشاره (مثلاً نگاه کردن به چشم، اشاره کردن) توجه دیگری را به یک شی جلب کند. توانایی دستیابی به توجه اشتراکی در سنین پایین نقش مهمی در رشد زبان ایفا می‌کند و مطالعات نشان می‌دهد که کمبود شدید توجه اشترکی در کودکان مبتلا به اوتیسم وجود دارد. در یک مطالعه، محققان پیشنهاد کردند که الگوی نمایش داده شده از تأخیر، غیبت، یا اختلال در پاسخ کلی به محرک‌ها (کم پاسخگویی یا hyporesponsiveness) و شیفتگی به تحریک شدید یا تکراری (sensory seeking) در کودکان غیرکلامی مبتلا به اوتیسم محتمل تر است، و این نشان می‌دهد که «hyporesponsiveness» و «sensory seeking» با پیامدهای ارتباطی ضعیف در کودکان مبتلا به ASD مرتبط هستند.

## علل احتمالی

### نظریه آمیگدال (بادامه مغز)
تعداد فزاینده ای از شواهد آزمایشی وجود دارد که نشان می‌دهد بادمه مغز (آمیگدال) در ایجاد اوتیسم نقش دارد. تئوری آمیگدال اوتیسم بر اهمیت آمیگدال در رابطه با عملکرد اجتماعی تمرکز دارد و مشاهده می‌کند که اوتیسم عمدتاً یک اختلال شدید در عملکرد اجتماعی است. تصور می‌شود که آمیگدال با پاسخ جنگ یا گریز در حیوانات مرتبط است و فعالیت آن به شدت با ترس در انسان مرتبط است. علاوه بر این، به شدت در رابطه با عملکرد اجتماعی در مطالعات مختلف حیوانی دخیل بوده‌است. شواهد نشان می‌دهد که مدل بیش فعالی آمیگدال ممکن است دقیق تر از مقایسه آن با یک ضایعه باشد.
مطالعات ضایعه نشان داده‌است که آسیب آمیگدال منجر به آسیب اجتماعی شدید در بین مدل‌های حیوانی می‌شود. نشان داده شد که مادران میمون وروت یا «Vervet monkey» با ضایعات آمیگدال نسبت به فرزندان خود که از آنها بی‌توجهی می‌کنند و حتی آنها را مورد آزار قرار می‌دهند. موش‌های مبتلا به ابلیشن آمیگدال (amygdala ablations) بسیار مطیع‌تر می‌شوند. میمون‌هایی که ضایعات لوب گیجگاهی قدامی دارند، دچار اختلالی به نام سندرم «Klüver–Bucy syndrome» می‌شوند که با از دست دادن ترس، بیش‌فعالی جنسی، hyperorality و ناتوانی در تشخیص اشیاء بینایی (اغلب، اما نه همیشه) مشخص می‌شود.
شواهد نشان می‌دهد که آمیگدال ناهنجاری‌های عاطفی، دهانی و جنسی ذکر شده در بالا را نشان می‌دهد. این ناهنجاری‌ها با چندین ویژگی دستورالعمل‌های تشخیصی اوتیسم، حداقل برای یک مدل حیوانی قابل قبول است.
تجزیه و تحلیل پس از مرگ انسان‌ها افزایش تراکم عصبی در آمیگدال در اوتیسم را در مقایسه با گروه کنترل نشان می‌دهد که نشان دهنده یک ارتباط بالقوه و حمایت از مدل بیش فعالی است.